# روجر باركلي
روجر باركلي (بالإنجليزية: Roger Barkley)‏ هو مقدم برامج إذاعية أمريكي، ولد في 11 سبتمبر 1936 في أوديبولت في الولايات المتحدة، وتوفي في 21 ديسمبر 1997.

## وصلات خارجية
- روجر باركلي على موقع IMDb (الإنجليزية)